# Ikej
L'Ikei (in russo Икей?) è un fiume della Russia siberiana orientale, affluente di sinistra della Ija. Scorre nei rajon Nižneudinskij e Tulunskij dell'oblast' di Irkutsk.
Il fiume ha origine dai monti Saiani Orientali e scorre in direzione nord-orientale. Sfocia nella Ija a 247 km dalla foce. Il fiume ha una lunghezza di 148 km e il suo bacino è di 2 890 km². La larghezza del fiume nel corso inferiore è di 58 m, la profondità è di 1,3 m. La portata media annuale dell'acqua a 18 km dalla foce è di 15,93 m³/s.
Lungo il suo corso si trova il villaggio di Ikei.